# Lijst van extreme punten in de Dominicaanse Republiek
Dit is een lijst van extreme punten in de Dominicaanse Republiek.
- Cabo Isabela, meest noordelijke punt
- Cabo Beata, meest zuidelijke punt
- Las Lajas, meest westelijke punt
- Cabo Engaño, meest oostelijke punt
- Pico Duarte, hoogste punt (3175 meter)
- Enriquillomeer, laagste punt (-46 meter)